# صریع
صریع (به عربی: صریع) یک روستا در سوریه است که در ناحیه سنجار واقع شده‌است. صریع ۴۰۴ نفر جمعیت دارد.